# Leontopithecus caissara
Il leontopiteco faccia nera o  caissara (Leontopithecus caissara Lorini & Persson, 1990) è un primate platirrino della famiglia dei Callitricidi, endemico del Brasile.

## Descrizione

### Dimensioni
Misura circa 72 cm di lunghezza, di cui più di metà (43 cm) spettano alla coda, per un peso di circa 600 g.

### Aspetto
Il pelo è nero su collo, arti e coda, mentre il resto del corpo è di colore dorato: attorno alla testa il pelo si allunga a formare una sorta di criniera.

Le mani sono prive di pollici opponibili, mentre le dita sono lunghe ed affusolate, dotate di unghie simili ad artigli.

## Biologia
Si tratta di animali diurni, che durante la notte riposano in cavità dei tronchi d'albero: anche durante le ore più calde del giorno cercano riparo nel folto della vegetazione, dove rimangono in stato d'inattività fin quando la temperatura non si fa più fresca. Per evitare che eventuali predatori terrestri (jaguarundi, uroni, ocelot) localizzino i punti dove questi animali si riposano, essi tendono a variarli periodicamente.
Vivono in gruppi di 2-11 individui, formati da una coppia che tollera nel proprio territorio unicamente i propri figli di parti precedenti.
È una delle specie di mammiferi più rare del mondo: si stima che la popolazione selvatica di questi animali non superi le 300 unità.

### Alimentazione
Si tratta di animali perlopiù frugivori, ma non disdegnano di integrare la dieta con altro materiale di origine vegetale (foglie, fiori) e animale (insetti, piccoli rettili)

### Riproduzione
La stagione riproduttiva va da settembre a marzo: vengono dati alla luce solitamente due gemelli, che nascono già provvisti di pelo e con gli occhi aperti. È il padre, coadiuvato dai propri figli più anziani, a portare i cuccioli durante gli spostamenti, lasciandoli alla madre ogni due-tre ore per la poppata. I cuccioli vengono svezzati attorno ai tre mesi d'età e raggiungono la maturità sessuale a un anno e mezzo se femmine, a due anni se maschi.
L'aspettativa di vita di questi animali è stimata attorno ai 25 anni in cattività.

## Distribuzione e habitat
Le specie di leontopiteci classificate sono quattro:
- Leontopiteco dorato (Leontopithecus rosalia)
- Leontopiteco nero (Leontopithecus chrysopygus)
- Leontopiteco testa dorata (Leontopithecus crhysomelas)
- Leontopiteco faccia nera (Leontopithecus caissara)

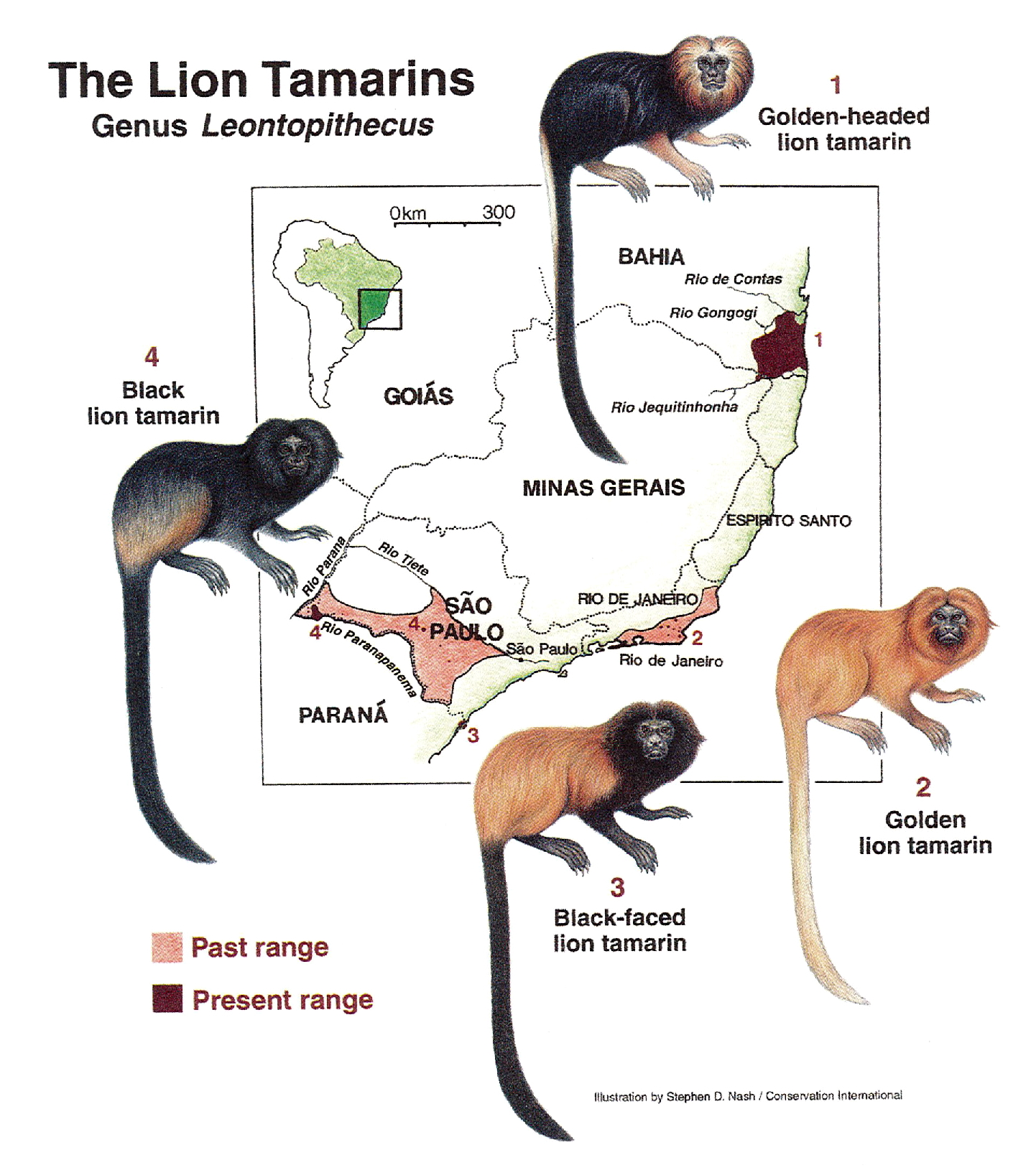
Distribuzione delle quattro specie di leontopiteci

Le quattro specie sono distribuite in diverse aree nella zona costiera sud-orientale del Brasile.
Appena dopo la scoperta del leontopiteco faccia nera, si pensò che questi primati fossero endemici dell'isola di Superagui, nello stato brasiliano di Paraná, dove godono di protezione particolare nell'Area di protezione ambientale di Guaraqueçaba e nel parco nazionale di Superaguì, successive ricerche ne hanno accertata la presenza anche nella parte continentale del Paese, in un'area di circa 18.000 ettari che si estende anche nel vicino stato di San Paolo.

## Conservazione
La IUCN Red List classifica Leontopithecus caissara come specie in pericolo critico di estinzione (Critically Endangered).
Il leontopiteco faccia nera è una tra le 25 specie di scimmie più minacciate al mondo, dal 1995 l’IPÊ, organizzazione non governativa brasiliana, ha iniziato a studiarlo e monitorarlo per scongiurarne l’estinzione. Il programma ha previsto la valutazione dello stato di salute della popolazione, la localizzazione di alcuni gruppi attraverso il radiocollare per poter monitorare l’home range, lo studio di aree sulla terraferma per future traslocazioni. Al fine di promuovere uno sviluppo sostenibile è stato condotto anche uno studio dal punto di vista socio-economico per distogliere le comunità locali da attività illegali, come il bracconaggio o lo sfruttamento della palma per il palmito, che danneggiano l’ambiente e gli animali presenti.
Dopo parecchi anni di monitoraggio e diverse pubblicazioni finalizzate a una sempre maggiore conoscenza della specie nel 2015 il progetto è stato momentaneamente sospeso.
Nel 2018 il programma di conservazione è stato rilanciato dalla Wildlife Research and Environmental Education Society (SPVS è l’acronimo portoghese), ONG fondata nel 1984 nello stato di Paranà, e il Segretariato per le infrastrutture e l’ambiente dello Stato di San Paolo, con la collaborazione di ICMBio, Fiocruz e altre istituzioni.

### Minacce
Le ricerche hanno rilevato che, anche se la maggior parte dell'habitat della specie è inclusa in due aree pubbliche protette (Lagamar-Cananeia State Park e Superagui National Park), esistono minacce dirette quali la frammentazione dell’habitat, deforestazione illegale, turismo non sostenibile e assenza di protezione in altre aree di presenza della specie. Inoltre, la bassa densità di popolazione e la ristretta area di distribuzione rende la specie vulnerabile ad eventi stocastici, malattie e cambiamenti climatici.

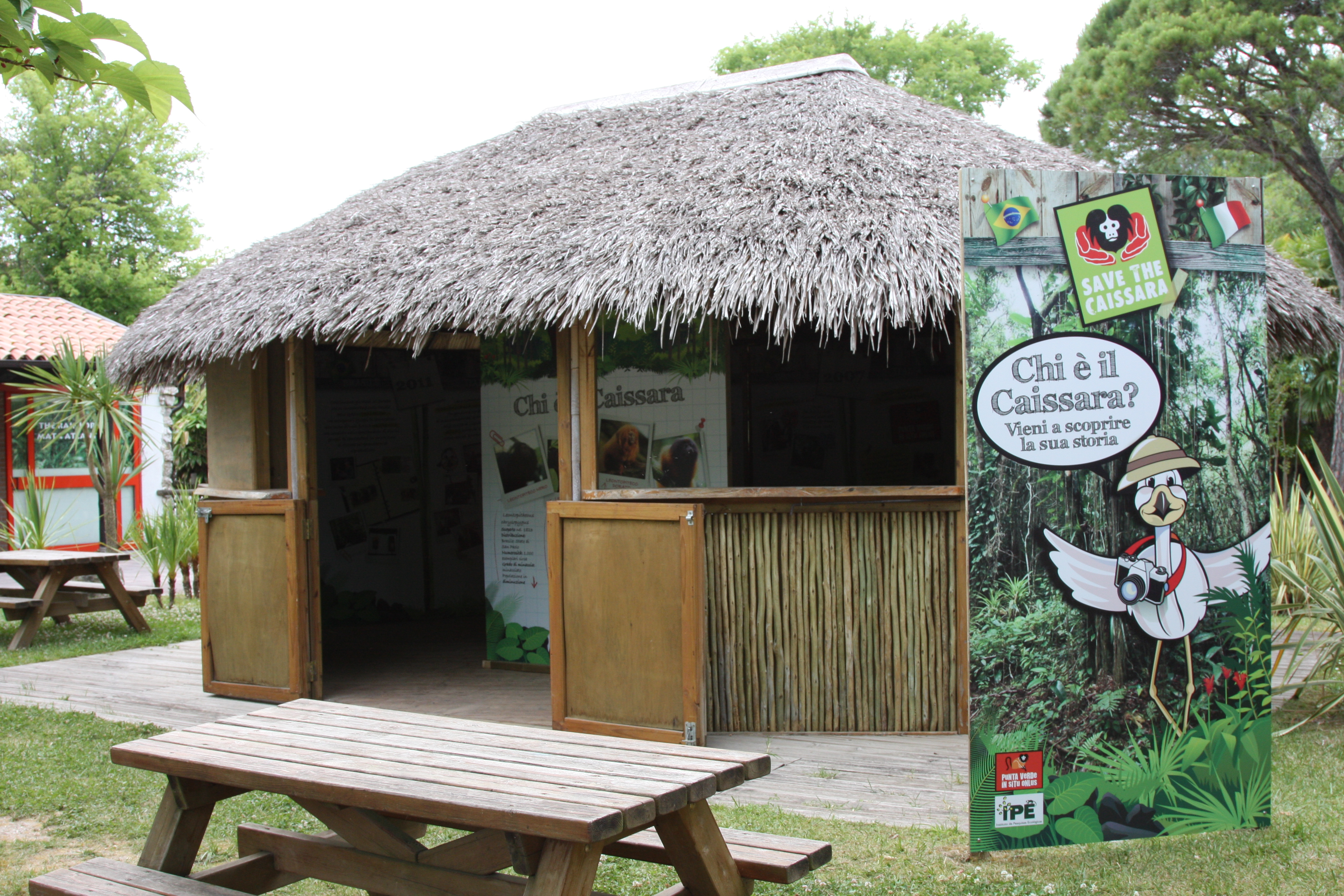
Esquina do Brasil presso Parco Zoo Punta Verde, Lignano Sabbiadoro

### Ruolo dei giardini zoologici

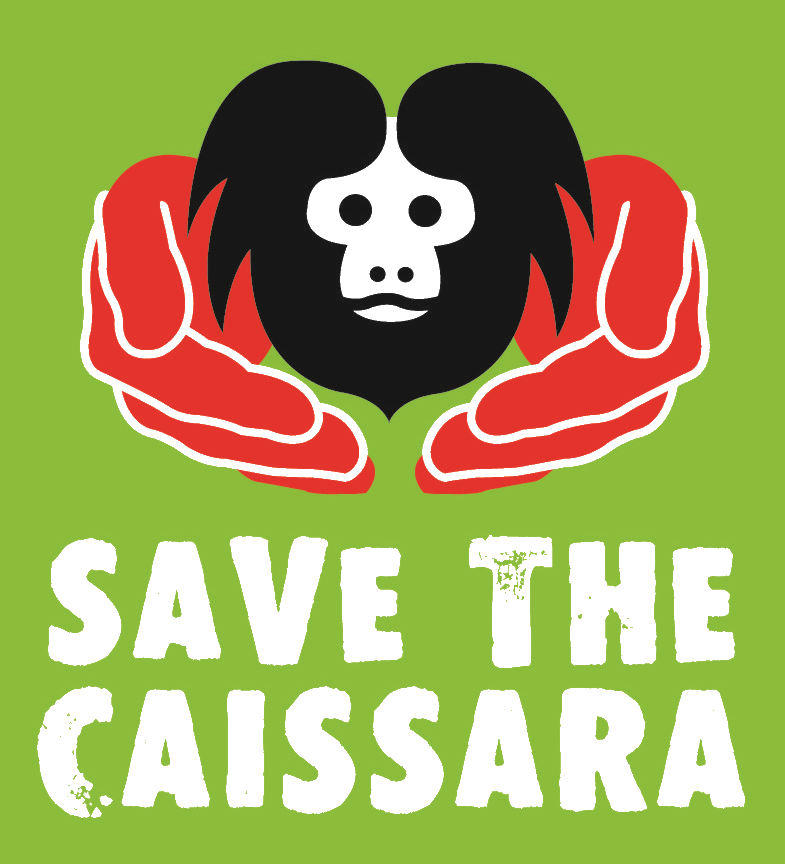
Logo della campagna Save the Caissara

In Italia un importante contributo alla salvaguardia del leontopiteco faccia nera arriva dagli zoo. Il Parco Zoo Punta Verde è stato il primo a lanciare la campagna “Save the Caissara” condotta dalla Punta Verde in situ Onlus con il sostegno del Parco Zoo Falconara, Giardino Zoologico di Pistoia e Parco Faunistico Valcorba.
Nel 2005 presso il Parco Zoo Punta Verde fu allestito, ed è tutt’ora presente, uno spazio dedicato al progetto di conservazione in Brasile, l’Esquina do Brasil, punto di divulgazione e raccolta fondi per la salvaguardia della piccola scimmia.
I fondi raccolti dalle strutture zoologiche sono stati destinati al finanziamento dei progetti di ricerca, incluso il salario dei ricercatori sul campo e all’educazione delle popolazioni locali che vivono nella medesima area del Caissara.